# Very Bad Cop
Ne doit pas être confondu avec Very Bad Cops.
Pour plus de détails, voir Fiche technique et Distribution.
Very Bad Cop (Enemies Among Us), est un film américain réalisé par Dan Garcia, mettant en vedettes des acteurs tels que Billy Zane et Eric Roberts.

## Fiche technique
- Titre original : Enemies Among Us
- Réalisation : Dan Garcia
- Scénario : Dan Garcia
- Directeur de la photographie : Mark Rutledge
- Genre : Action, drame et thriller
- Sociétés de production : Death Toll, Sinners & Saints
- Société de distribution : Phase 4 Films
- Durée : 1 h 15
- Pays : États-Unis